# Clumsy
«Clumsy» (en español: «torpe») es una canción pop escrita por Fergie, will.i.am y Bobby Troup para el álbum The Dutchess. La canción (que es una muestra de la canción de Little Richard, "The Girl Can't Help It") fue lanzada como quinto (cuarto en Gran Bretaña) y último sencillo de la cantante. La canción logró posicionarse en el 5 del Billboard Hot 100, siendo esta la quinta de la cantante en el Top 5. La canción tuvo un buen éxito, pero no logró superar a los 4 primeros sencillos.
"Clumsy" aparece en la banda sonora de la película de Judd Apatow, Knocked Up.

## Video musical
El videoclip para "Clumsy" fue dirigido por Marc Webb y Rich Lee (Quienes también fueron los directores de Good Enough de Evanescence), filmado 7-8 de mayo de 2007. El estreno fue en la página web de AOL Music el 12 de octubre de ese mismo año. Después de unos pocos días en YouTube, el video ha sido visto más de 18 millones de veces.
El video empieza con un libro abriéndose y anunciando los nombres de los directores, la artista y el título de la canción. Fergie comienza a cantar en un concierto, y luego aparece modelando. Allí se cae al ver a un hombre que le parece atractivo en la audiencia. En otra página, Fergie está en su auto con sus amigas y, al ver a ese mismo hombre, se vuelve y el auto termina rompiéndose. Después se ve a Fergie en una nave espacial y en un momento Fergie mira que el chico que esta a su lado comienza a mirarla y accidentalmente activa la puerta provocando que el salga volando. Luego canta la canción en el concierto y Fergie con el micrófono golpea en la pierna a una bailarina y se tropieza, arruinando todo. Después de esto, se puede observar a la cantante volando un avión por todo el mundo. Para terminar el video, Fergie está sentanda y preparada para una sesión de fotos, cuando ve un mensaje de su novio y se cae del edificio. Entonces es atrapada por el mismo hombre del comienzo y juntos, de la mano, van caminando en un atardecer.

## Escritura
Fergie escribió la mayor parte de la canción, aunque también la ayudaron Will.I.Am y Bobby Troup. En una entrevista, Fergie confesó haber escrito la canción basándose en sus sentimientos hacia del que estaba enamorada entonces, es decir su exmarido Josh Duhamel. <<La canción transmite lo avergonzada y torpe que era yo cuando él estaba cerca. Eso es estar enamorada. Ponerte verde cuando le ves, roja cuando te habla y naranja cuando no sabes dónde está. Prácticamente, pareces un semáforo enloquecido>>.

## Canciones
CD
1. «Clumsy» (radio edit)
2. «Clumsy» (instrumental)
3. «Clumsy» (revisited)
4. «Clumsy» (music video)

Australian CD
1. «Clumsy» (radio edit)
2. «Clumsy» (revisited)

## Posicionamiento en listas
| Lista (2007–2008)                           | Máxima posición |
| ------------------------------------------- | --------------- |
| Alemania (Offizielle Deutsche Charts)       | 50              |
| Australia (ARIA)                            | 3               |
| Austria (Ö3 Austria Top 40)                 | 53              |
| Bélgica (Flandes) (Ultratip Bubbling Under) | 2               |
| Bélgica (Valonia) (Ultratip Bubbling Under) | 16              |
| Brasil (Hot 100 Brasil]]                    | 2               |
| Canadá (Canadian Hot 100)                   | 4               |
| Croacia (National Chart)                    | 4               |
| Dinamarca (Tracklisten)                     | 34              |
| Eslovaquia (Rádio Top 100)                  | 14              |
| Estados Unidos (Billboard Hot 100)          | 5               |
| Estados Unidos (Mainstream Top 40)          | 2               |
| Estados Unidos (Hot R&B/Hip-Hop Songs)      | 89              |
| Estados Unidos (Adult Top 40)               | 20              |
| Filipinas (Singles Chart)                   | 1               |
| Grecia (IFPI Chart)                         | 19              |
| Irlanda (IRMA)                              | 17              |
| México (Top 100 Singles Chart)              | 47              |
| Nueva Zelanda (Recorded Music NZ)           | 4               |
| Países Bajos (Mega Single Top 100)          | 84              |
| Polonia (National Top 50)                   | 46              |
| Reino Unido (UK Singles Chart)              | 62              |
| Suecia (Sverigetopplistan)                  | 15              |